# Юрьевский сельсовет (Нижегородская область)
Юрьевский сельсовет — сельское поселение в Гагинском районе Нижегородской области. 
Административный центр — село Юрьево.

## История
Статус и границы сельского поселения установлены Законом Нижегородской области от 15 июня 2004 года № 60-З «О наделении муниципальных образований - городов, рабочих посёлков и сельсоветов Нижегородской области статусом городского, сельского поселения».

## Население
| 2002  | 2010  | 2012  | 2013  | 2014  | 2015  | 2016  |
| ----- | ----- | ----- | ----- | ----- | ----- | ----- |
| 1992  | ↘1802 | ↘1756 | ↘1732 | ↘1709 | ↘1681 | →1681 |
| 2017  | 2018  | 2019  | 2020  | 2021  |       |       |
| ↘1625 | ↘1608 | ↘1565 | ↘1550 | ↘1527 |       |       |

## Состав сельского поселения
| № | Населённый пункт | Тип населённого пункта       | Население |
| - | ---------------- | ---------------------------- | --------- |
| 1 | Березники        | село                         | ↘316      |
| 2 | Воронцово        | село                         | ↘63       |
| 3 | Калинино         | село                         | ↘398      |
| 4 | Курбатово        | село                         | ↘128      |
| 5 | Мишуково         | село                         | ↘121      |
| 6 | Никольское       | село                         | ↘156      |
| 7 | Ново-Еделево     | село                         | ↘182      |
| 8 | Паново-Леонтьево | село                         | ↘127      |
| 9 | Юрьево           | село, административный центр | ↗311      |